# Coupe du monde de skeleton 2006-2007
La coupe du monde de skeleton 2007 :

## Classement général

### Individuel
| Rang | Nom                  | Points |
| ---- | -------------------- | ------ |
| 1    | Zach Lund            | 653    |
| 2    | Eric Bernotas        | 544    |
| 3    | Alexander Tretiakov  | 487    |
| 4    | Markus Penz          | 424    |
| 5    | Adam Pengilly        | 408    |
| 6    | Jon Montgomery       | 338    |
| 7    | Christopher Hedquist | 292    |
| 8    | Jeff Pain            | 284    |
| 9    | Tomass Dukurs        | 278    |
| 10   | Anthony Sawyer       | 271    |

| Rang | Nom               | Points |
| ---- | ----------------- | ------ |
| 1    | Katie Uhlaender   | 715    |
| 2    | Noelle Pikus-Pace | 600    |
| 3    | Michelle Kelly    | 389    |
| 4    | Courtney Yamada   | 388    |
| 5    | Maya Pedersen     | 380    |
| 6    | Kerstin Juergens  | 376    |
| 7    | Amy Gough         | 361    |
| 8    | Anja Huber        | 360    |
| 9    | Carla Pavan       | 354    |
| 10   | Michelle Steele   | 350    |

### Nations
| Rang | Nations     | Points |
| ---- | ----------- | ------ |
| 1    | États-Unis  | 590    |
| 2    | Canada      | 493    |
| 3    | Royaume-Uni | 489    |
| 4    | Russie      | 465    |
| 5    | Autriche    | 447    |
| 6    | Lettonie    | 425    |
| 7    | Allemagne   | 413    |
| 8    | Japon       | 407    |
| 9    | Pays-Bas    | 350    |
| 10   | Suisse      | 271    |

| Rang | Nom         | Points |
| ---- | ----------- | ------ |
| 1    | États-Unis  | 451    |
| 2    | Canada      | 413    |
| 3    | Allemagne   | 350    |
| 4    | Australie   | 311    |
| 5    | Suisse      | 237    |
| 6    | Royaume-Uni | 230    |
| 7    | Russie      | 218    |
| 8    | Japon       | 136    |
| 9    | Norvège     | 124    |
| 10   | Italie      | 106    |

## Calendrier

### Hommes
| Date             | Lieu        | Vainqueur           | Deuxième            | Troisième           |
| 30 novembre 2006 | Calgary     | Jeff Pain           | Alexander Tretiakov | Jon Montgomery      |
| 7 décembre 2006  | Park City   | Zach Lund           | Jeff Pain           | Alexander Tretiakov |
| 15 décembre 2006 | Lake Placid | Zach Lund           | Caleb Smith         | Eric Bernotas       |
| 14 janvier 2007  | Nagano      | Eric Bernotas       | Zach Lund           | Masaru Inada        |
| 19 janvier 2007  | Igls        | Alexander Tretiakov | Daniel Mächler      | Gregor Stähli       |
| 9 février 2007   | Cesana      | Zach Lund           | Eric Bernotas       | Michi Halilovic     |
| 16 février 2007  | Winterberg  | Alexander Tretiakov | Michi Halilovic     | Martins Dukurs      |
| 24 février 2007  | Königssee   | Zach Lund           | Alexander Tretiakov | Markus Penz         |

### Femmes
| Date             | Lieu        | Vainqueur       | Deuxième          | Troisième         |
| 30 novembre 2006 | Calgary     | Katie Uhlaender | Maya Pedersen     | Noelle Pikus-Pace |
| 7 décembre 2006  | Park City   | Katie Uhlaender | Maya Pedersen     | Michelle Kelly    |
| 15 décembre 2006 | Lake Placid | Katie Uhlaender | Noelle Pikus-Pace | Maya Pedersen     |
| 14 janvier 2007  | Nagano      | Katie Uhlaender | Michelle Steele   | Courtney Yamada   |
| 19 janvier 2007  | Igls        | Anja Huber      | Katie Uhlaender   | Michelle Kelly    |
| 9 février 2007   | Cesana      | Kerstin Jürgens | Monique Riekewald | Noelle Pikus-Pace |
| 16 février 2007  | Winterberg  | Katie Uhlaender | Anja Huber        | Noelle Pikus-Pace |
| 23 février 2007  | Königssee   | Anja Huber      | Michelle Kelly    | Noelle Pikus-Pace |